# Bourgbarré
Bourgbarré é uma comuna francesa na região administrativa da Bretanha, no departamento Ille-et-Vilaine. Estende-se por uma área de 14,21 km². Em 2010 a comuna tinha 4 336 habitantes (densidade: 305,1 hab./km²).